# Гирланда (Гросето)
Гирланда (итал. Ghirlanda) је насеље у Италији у округу Гросето, региону Тоскана.
Према процени из 2011. у насељу је живело 213 становника. Насеље се налази на надморској висини од 280 м.